# 范志毅
范志毅（1969年11月6日—），祖籍宁波，出生于上海杨浦区，是已退役的中国著名职业足球运动员，原国家队队长，中國足球傳奇巨星之一。
球员时期范志毅以司职中后卫为主，不过由于出色的身体素質，经常被前移到中场甚至锋线，他不但获得过甲A联赛最佳射手，还是中国国家队迄今为止进球最多的后卫。范志毅于2001年成为中国第一位获得亚洲足球先生殊荣的球员，是中国足球职业化至今最为著名的球星之一。他曾为上海申花的主力，在1995年获得了联赛冠军以及几乎所有的中国足坛个人荣誉。1998年开始赴海外效力，曾在英格蘭甲級聯賽水晶宫成为当年的年度最佳队员，并担当过该队队长。回国后，曾效力香港甲組足球聯賽隊伍香港流浪，兼任球員及教練，亦曾擔任中國足球乙級聯賽隊伍苏州趣普仕的技術總監。
2008年起范志毅就在上海东亚协助工作等，但是一直没有明确的职务。2009年1月起担任上海东亚的青年队主教练，带领上海U-16队参加了全运会男足乙组比赛。2010年1月，俱乐部宣布由范志毅出任球队主教练，不过赛季结束后并未留任。
离开东亚后范志毅又在老甲A明星赛、上海老克勒明星足球队等的一系列业余足球活动中频繁出现。范志毅也因在接受采访时预言男足比赛胜负的准确被誉为新一代的预言家。

## 球员生涯
范志毅出身体育世家，父亲范九林曾为专业足球运动员，母亲黄炜为田径队运动员。在父亲熏染下，开始走上踢球生涯。

### 国二与国奥
1988年—1992年，效力于徐根宝执教的国二队和国奥队，帮助球队夺得了1989年的国内联赛冠军。1992年巴塞罗那奥运会亚洲区预选赛第一轮中，范志毅在最后一轮主场对阵朝鲜队时头球破门攻入全场唯一入球，帮助球队成功晋级第二轮预选赛。

### 俱乐部生涯
1993年底，中国足球开始职业化，范志毅成为第一个成立的足球俱乐部上海申花的队长和绝对主力。
1995年，主教练徐根宝做出了“解放范志毅”的安排，主要司职中后卫的范志毅被推上中锋位置，大获成功，单季在三项赛事中共获得了20个入球，帮助球队夺得了甲A联赛的冠军，而自己也荣获中国足球先生、金靴奖等几乎所有个人殊荣。
1998年1月18日与张恩华赴英国参加为期十天的试训。1998年3月第二次赴英格兰超级联赛球队队试训，由于未能参加正式比赛，于月底回国。
1998年8月，已连续获得两个联赛亚军的范志毅离开了上海申花，与大连万达的国家队队友孙继海共同转会英甲联赛球队水晶宮队，签约四年，二人转会费共100万英镑。2000年，范志毅更一度担任水晶宫场上队长。
2001年7月，范志毅因参加世界杯亚洲区十强赛而与水晶宫就薪资问题发生分歧，同年9月被水晶宫挂牌出售，10月15日加盟苏格兰超级联赛隊，不过赛季中期2002年中国联赛开始前又以租借形式加盟上海中远。
同年8月，范志毅再次返回英国，但不久即与邓迪发生矛盾并最终离队，随即于2002年11月加盟英乙球队卡迪夫城，不过未能获得太多上场机会，于次年与卡迪夫城解约后一度在卡迪夫参加教练员培训，通过B级教练证书考试后于2003年8月返回中国，同年10月11日与香港澎馬流浪签约三个月，2004年1月加盟珠海中邦，担任球员兼助理教练，2005年与中邦发生分歧，2006年36岁时正式挂靴。

### 中国国家队
1992年8月入选德国籍主教练施拉普纳执教的国家队，参加了第15届世界杯外围赛，但客场负于也门及伊拉克，无缘最终阶段。
1993年入选戚务生执教的国家足球队。1996年再次入选戚务生执教的国家足球队，并出任队长。1997年3月第三次入选戚务生执教的国家足球队，备战并参加第16届世界杯外围赛，但主场负于卡塔尔及在客场对沙特点球射失而最终打平，令中国队失去参与附加赛甚至世界杯决赛周资格。
1998年2月，入选英国人霍顿执教的国家足球队。1998年10月入选国家亚运足球代表队。1999年12月入选金志扬负责的国家足球集训队。2000年2月入选南斯拉夫人米卢蒂诺维奇执教的国家队，帮助中国队参加同年亚洲杯及首次取得世界杯参赛权，并参加了2002年韩日世界杯决赛阶段的比赛。

## 执教生涯
范志毅第一个非兼任的教练职务在苏州趣普仕，2006年8月2日签约，但由于俱乐部拖欠球员薪水等原因，2007年8月被苏州趣普仕俱乐部老板开除。此后他名义上一直赋闲在家，但是经常在原来的恩师徐根宝的上海东亚队培养训练球员等，直到2008年11月他才正式赴东亚全职就任，但是一直没有明确的职务，被俱乐部主席徐根宝戏称为技术指导。
2009年1月起担任上海东亚的青年队主教练，并带领有由大半东亚球员组成的上海U-16队参加了第十一届全运会男足乙组比赛，打入8强。2010年1月，俱乐部宣布由范志毅出任球队主教练，率一线队征战甲级联赛。
2020年4月，范志毅出任根宝足球基地技术总监。5月11日，當選上海足協副主席。
2024年4月8日，辽宁铁人俱乐部宣佈范志毅加入球队教练组。

## 争议事件
2018年8月12日，在上海绿地申花与上海上港的预备队联赛中，时任申花预备队主帅范志毅由于不满裁判的判罚，围著裁判并大声辱骂，还出現疑似掌掴裁判行为。事后绿地申花对范志毅停职，随后作出道歉。8月17日，中国足协决定对范志毅作出禁赛1年、罚款20万人民币的处罚。

## 轶事
2013年6月15日，在安徽合肥进行的一场国际友谊赛中，中国男足1:5负于半主力阵容出战的泰国男足。赛后，前国脚范志毅接受媒体采访时表示：“中国足球脸都不要了！”并表示：“再这样下去要输越南了。输完越南后再输缅甸，现在没人输了。”在此之后，“中国足球脸都不要了”成为了人们讽刺中国男足的名句。之后范志毅在一次网络直播中表示这番话有些断章取义，他同时也表示：“输球没关系，但要输得起”。2022年2月1日，中国男足在世预赛中1:3惨败于越南，范志毅的预言一语成谶，而这一天恰逢春节。赛后中国男足再次饱受批评，而范志毅9年前的预言也被大量网民翻出。此段视频后来成为网络恶搞鬼畜视频。
2020年6月4日，郝海東因在互联网发表“新中国联邦宣言”导致其在中国大陆被全网封杀，之后中国大陆网民转而在范志毅的社交账号下大量评论此事件。
2021年3月14日播出的《吐槽大会5》中，范志毅将2019年中国男篮在2019年男篮世界杯中因为发球失误，导致无缘奥运会的比赛拿来吐槽，他直言自己用脚踢，都比周琦用手传来得精准。又指郭艾伦对阵委内瑞拉时全场比赛仅得一分，更直指“中国篮球脸都不要了”。此番言论引发网友热议，认为“男足没资格批评男篮”、“这是揭男篮的伤疤”。官媒央视网发表评论认为，节目主要目的是让观众笑出来，不必动辄上纲上线，另外娱乐节目也应该有底线。
2023年12月，电视剧《繁花》开播，范志毅在剧中客串饰演“老范”这一角色，其演技获得众多好评。

## 荣誉

### 俱乐部
中国国家二队
- 中国足球甲A联赛冠军 (1): 1989[a]

上海申花
- 中国足球甲A联赛冠军 (1): 1995
- 中国足球超霸杯冠军 (1): 1995

### 国家队
中国国家队
- 亚洲杯

季军 (1): 1992
殿军 (1): 2000
- 亚运会

银牌 (1): 1994
铜牌 (1): 1998

### 个人
- 中国足球先生 (2): 1995, 1996
- 甲A联赛金靴奖 (1): 1995
- 中国十佳运动员 (1): 1995
- 亚洲足球先生 (1): 2001

## 外部連結
- 香港足總球員資料 （页面存档备份，存于）

| 體育角色               | 體育角色                    | 體育角色        |
| ---------------------- | --------------------------- | --------------- |
| 前任： 俱乐部成立      | 上海申花队长 1993年－1998年 | 繼任： 成耀东   |
| 前任： 纳瓦夫·蒂姆亚特 | 亚洲足球先生 2001年         | 繼任： 小野伸二 |